# Rhynchoplexia rubra
Rhynchoplexia rubra är en fjärilsart som beskrevs av George Francis Hampson 1894. Rhynchoplexia rubra ingår i släktet Rhynchoplexia och familjen nattflyn. Inga underarter finns listade.